# Melanotaenia parva
Melanotaenia parva är en fiskart som beskrevs av Allen, 1990. Melanotaenia parva ingår i släktet Melanotaenia och familjen Melanotaeniidae. IUCN kategoriserar arten globalt som sårbar. Inga underarter finns listade i Catalogue of Life.